# Villardonnel

Villardonnel este o comună în departamentul Aude din sudul Franței. În 1 ianuarie 2022 avea o populație de 510 de locuitori.